# 연천 통현리 지석묘
연천 통현리 지석묘(漣川 通峴里 支石墓)는 대한민국 경기도 연천군 연천읍 통현리에 있는 지석묘이다. 1983년 9월 19일 경기도의 문화재자료 제52호로 지정되었다.

## 개요
지석묘는 청동기시대의 대표적인 무덤으로 고인돌이라고도 부르며, 주로 경제력이 있거나 정치권력을 가진 지배층의 무덤으로 알려져 있다.
우리나라의 고인돌은 4개의 받침돌을 세워 돌방을 만들고 그 위에 거대하고 평평한 덮개돌을 올려 놓은 탁자식과, 땅속에 돌방을 만들고 작은 받침돌을 세운 뒤 그 위에 덮개돌을 올린 바둑판식으로 구분된다.
경기도 연천에 있는 이 고인돌은 탁자식이며, 원래 2기가 있었으나 현재는 1기만 남아있다. 덮개돌은 길이가 3.2m, 너비가 2.5m인데 일부분이 깨져서 받침돌 옆에 놓여 있다. 덮개돌을 지탱하고 있는 받침돌은 현재 2개가 남아있는데, 높이가 1.8∼2m이다.

## 참고 문헌
- 연천통현리지석묘 - 국가유산청 국가유산포털